# ارنست دبلیو. گیبسن، جونیور
ارنست دبلیو. گیبسن، جونیور (به انگلیسی: Ernest W. Gibson, Jr.) سناتور سابق عضو حزب جمهوری‌خواه ایالات متحده آمریکا بود. وی در سال ۱۹۴۰ تا ۱۹۴۱ میلادی سناتور ایالت ورمانت در سنای ایالات متحده آمریکا بود.